# Хронология событий в Барде
В данной статье приведены основные события, произошедшие в городе Барда на территории современного Азербайджана со средневекового периода до наших дней в хронологическом порядке.

## До XIX века
- V век — впервые город был упомянут в письменных источниках[1].
- С 552 года — Барда являлась религиозным центром Кавказской Албании[2].
- 628 год  — город был захвачен хазарами[3].
- 648 год — Барда была взята арабами.
- 752 год — город превратился в столицу области Арран[4].
- 748-752 годы — в Барде происходили антиарабские выступления.
- 944 год — отряды киевского князя Игоря напали и захватили город, но вскоре были вынуждены покинуть город[5].
- 982 год —  Барда была взята Ширваншахами[6].
- XII век — город разорили монголы, город был сильно разрушен[7].
- 1322 год —  Мавзолей в Барде
- XV век — Барда подверглась нападению армии эмира Тимура.
- 1736 год — город был разграблен Надир шахом[8].
- XVII-XIX вв — Мечеть-мавзолей Имамзаде с четырьмя минаретами.

## XIX-XX века
- XIX-начало XX века — Мечеть Угурбейли[9].
- 1920 год — Барда была обстреляна из пушек и захвачена большевистскими силами[10].
- 1990 год — Барда стала пристанищем для жителей Агдама, Кельдбаджара, Лачина, и позже, Ходжалы в результате Первой карабахской войне.[11]

## XXI век
- октябрь 2020 года — территория Барда была обстреляна армянскими вооружёнными силами из тактического ракетного комплекса «Точка-У»[12][13][14][15]. Погибло 21 мирных жителей, более 70 раненых.